# Amina Lemrini
Amina Lemrini El Ouahabi (Nador, 14 de septiembre de 1952) es una política marroquí, activista de derechos humanos y de los derechos de las mujeres. Del 2012 al 2018 fue la presidenta de la Haute Autorité de la communication audiovisuelle (Consejo Superior de Comunicación Audiovisual) de Marruecos .

## Biografía
De una familia de amplios aspectos sociales y culturales, finalizó el bachillerato en 1970 y una licenciatura en geografía en 1975, luego pasó un año en la École normale supérieure (ENS - Escuela Normal Superior), donde se convirtió en maestra. Trabajó de ello en Casablanca, y durante diez años en Souk Sebt Oulad Ennema, en la región de Beni Melal, posteriormente en Salé. Tiempo después se prepara para el examen de ingreso al Centro de Capacitación para Inspectores de Educación Secundaria, y sale con la mejor nota de su clase. Trabajó como inspectora principal de educación nacional en Mohammedia durante un año, luego en Skhirat-Temara de 1988 a 1990, y finalmente en Salé, de 1990 a 2012.
Lamrini obtuvo un doctorado (doctorat d'État) en ciencias de la educación en 2007, defendió una tesis doctoral sobre el tema: "Autoestima y respeto por los demás, propuesta de un modelo didáctico para la educación en derechos humanos".

## Política
Amina Lamrini se inscribió cuando era estudiante de secundaria en el Partido de la Liberación y el Socialismo. Durante sus estudios de posgrado, se unió a la Unión Nacional de Estudiantes de Marruecos, y también formó parte del comité Rabat del "Jeunesse Ouvrière Marocaine" (JOM - Juventud obrera marroquí), afiliado a la Unión del Trabajo Marroquí. Se convirtió en miembro del Comité Central del PPS en su segundo congreso y, posteriormente, en la primera mujer miembro del Buró Político. Durante este período, fue gradualmente consciente de los derechos humanos y los derechos de las mujeres.

## Vida profesional
En mayo de 2012, el rey Mohammed VI la nombró como presidenta del Consejo Superior de Comunicación Audiovisual, en el Palacio Real de Rabat. Sucedió a Ahmed Ghazali como titular de este puesto, luego de su repentino despido. Ha sido considerada "un choix emblématique" (una opción icónica) y una izquierdista comprometida con los derechos humanos y la democracia. Bajo su presidencia se convirtió en una institución constitucional bajo el nombre de Consejo Superior de Comunicación Audiovisual, y reforzar la misión de pluralidad y libertad de expresión.
Cumpliendo su rol de presidenta ha enfatizado la función educativa de los medios de comunicación, como su papel como garante de la democracia y los derechos de los ciudadanos. Ha luchado contra los estereotipos sexistas y en la consecución de la igualdad efectiva entre hombres y mujeres.
El rey la nombró también para integrar la Comisión para la reforma de la justicia (2012-2013)
Integra la Alianza Global para Medios y Género (GAMAG) y de la Red Africana de Autoridades Reguladoras de la Comunicación (ACRAN)
Tras su labor en la Comisión Especial de Educación y Formación (COSEF 1999) y el Consejo Superior de Educación (CSE 2005-2009) Lemrini contribuyó notablemente a la reforma de los planes de estudio de las disciplinas sociales y al desarrollo de libros de texto con un enfoque sobre educación para la ciudadanía, al mismo tiempo que se aseguran sus misiones relacionadas con la formación de maestros e inspectores en prácticas de secundaria y el apoyo de los estudiantes en el marco de maestros en la enseñanza de las ciencias sociales.

## Activismo en derechos humanos y los derechos de las mujeres
En 1985, fue cofundadora de la Asociación Democrática de Mujeres Marroquíes (Association Démocratique des Femmes Marocaines), de la que fue la primera presidenta, y de la que se esforzó por garantizar la autonomía financiera.
Creó en 1997 el Comité de Apoyo para la Educación de las Niñas Rurales (CSSF).
Su liderazgo activo en la vida asociativa por los derechos de las mujeres la ha llevado a ser: miembro de la Junta Asesora Internacional de la Red de Asociación para la Educación de la Mujer, miembro de la "Red de Aprendizaje y Asociación de Mujeres por los Derechos, el Desarrollo y la Paz", copresidente del grupo de trabajo "Género y medios de comunicación" en el marco de la Red Mediterránea de Autoridades Reguladoras - MNRA (2013-2015), entre otros numerosos cargos.
Muy activa también en el campo de los Derechos Humanos, fue miembro fundador del Consejo Nacional de la "Organización Marroquí de Derechos Humanos" (OMDH) en 1988, del "Consejo Asesor de Derechos Humanos" (CCDH, entre 2002 y 2010), miembro de la Fundación Driss Benzekri, exmiembro del Consejo Supremo de Educación, y de la " Red Euromediterránea de Derechos Humanos "(REMDH).
Está considerada entre las mujeres líderes de Marruecos.
Muy activa también en el campo de los Derechos Humanos, fue miembro fundador del Consejo Nacional de la "Organización Marroquí de Derechos Humanos" (OMDH) en 1988, del "Consejo Asesor de Derechos Humanos" (CCDH, entre 2002 y 2010), miembro de la Fundación Driss Benzekri, exmiembro del Consejo Supremo de Educación, y del " Red Euromediterránea de Derechos Humanos "(REMDH)

## Publicaciones
Publicó una guía pedagógica sobre educación y derechos de los niños, y ha escrito artículos y publicaciones sobre temas relacionados con la emancipación de la mujer, que incluyen "La image de la femme dans le discours scolaire" y "Femmes et développement humain: cas du Maroc".
En español ha formado parte de las autoras de la obra Liderazgo para la toma de decisiones: manual de entrenamiento en liderazgo para mujeres, editada en 2005 por la Asociación de Mujeres por el Aprendizaje de sus Derechos, el Desarrollo, y la Paz (Women’s Learning Partnership - WLP).

## Vida privada
Amina Lamrini está casada, es madre de dos hijos y abuela.